# The Casualties
The Casualties je punková kapela z New York City (New york, USA), založená v roce 1990. Styl jejich hudby se pohybuje mezi street punkem a hardcore.

## Historie
Skupina vznikla v roce 1990 v touze po návratu k ryzímu punku, který ustoupil do pozadí s nástupem popularity grunge a new wave. Složení kapely se v počátcích velice často měnilo. Někteří členové odešli kvůli studijním povinnostem, někteří skupinu dokonce opustili opakovaně. Ačkoliv se jim podařilo vydat několik demonahrávek a EP, v počátcích se soustředili spíše na živé vstupování a budování fanouškovské základny v domovském New Yorku. V roce 1996 zaznamenali The Casualties zatím největší úspěch, když jako první americká kapela vystoupili na britském festivalu Holidays in the Sun. O rok později se jim v už celkem ustálené sestavě podařilo vydat první album For the Punx a v roce 1998 Underground Army. V roce 1999 přišla zatím poslední změna a kapelu v sestavě Jorge Herrera, Jake Kolatis a Mark "Meggers" Eggers doplnil baskytarista Rick Lopez. V této dodnes fungující sestavě mohla kapela konečně naplno ukázat svůj potenciál. Kromě pravidelného vystupování v USA a Evropě krátce po sobě vydali alba Stay Out of Order (2000) a Die Hards (2001). Svoje v pořadí 5. studiové album On The Front Line (2004) doplnili o téměř tříleté turné po celém světě. V létě 2017 opustil skupinu její zakládající člen a dlouholetý frontman Jorge Herrera.

## Sestava

### Současná
- David Rodriguez – zpěv
- Doug Wellmon – baskytara
- Jake Kolatis – kytara
- Marc "Meggers" Eggers – bicí

### Bývalí členové
- Rick Lopez – bass (1998–2022)
- Colin – zpěv (1990–1994)
- Jorge Herrera – zpěv (1990–2017)
- Yureesh – bicí (1990–1994)
- Hank – kytara (1990–1991)
- Mark – baskytara (1990–1993)
- Fred – kytara (1991–1993)
- Shawn – bicí (1994–1996)
- Mike – baskytara (1993–1997)
- Johnny – baskytara (1997-1998)

## Diskografie

### Studiová alba
- 1997: For The Punx
- 1998: Underground Army
- 2000: Stay Out Of Order
- 2001: Die Hards
- 2004: On The Front Line
- 2005: En La Línea Del Frente
- 2006: Under Attack
- 2009: We Are All We Have
- 2012: Resistance
- 2016: Chaos Sound

### EP
- 1992: 40 Oz. Casualty
- 1993: Drinking Is Our Way Of Life
- 2000: Who's In Control?

### Kompilace
- 2001: The Early Years: 1990-1995

### Živá vystoupení
- 2007: Made in NYC